# Позада
Позада (итал. Posada) — коммуна в Италии, располагается в регионе Сардиния, подчиняется административному центру Нуоро.
Население составляет 2394 человека, плотность населения составляет 71,42 чел./км². Занимает площадь 33,52 км². Почтовый индекс — 8020. Телефонный код — 0784.
Покровителем коммуны почитается святой Антоний Великий, празднование 17 января.	